# Velika Ludina
Velika Ludina est un village et une municipalité située dans le comitat de Sisak-Moslavina, en Croatie. Au recensement de 2001, la municipalité comptait 2 831 habitants, dont 98,06 % de Croates et le village seul comptait 724 habitants.

## Localités
La municipalité de Velika Ludina compte 12 localités :
- Gornja Vlahinićka
- Grabričina
- Grabrov Potok
- Katoličko Selišće
- Kompator
- Ludinica
- Mala Ludina
- Mustafina Klada
- Okoli
- Ruškovica
- Velika Ludina
- Vidrenjak